# Vánočka
La vánočka est une sorte de pain-brioche tressé et cuit au four. Pâtisserie traditionnelle en Tchéquie et en Slovaquie (en slovaque vianočka), elle est élaborée au moment de Noël. Vers 1400 c'est un moine bénédictin, Jan de Holešov, qui, dans son ouvrage Traité de la Veille de Noël, mentionne pour la première fois ce pain spécial de Noël en forme de tresse, fabriqué à partir de farine blanche. Selon lui, cette pâtisserie symboliserait le Christ Enfant enveloppé dans un linge. 
C'est au XVIe siècle qu'on commence à parler de vánočka. Elle ne pouvait être fabriquée que par un boulanger, artisan appartenant à la guilde corporative. Au cours du XVIIIe siècle, les ménagères s'approprient la recette et commencent à la faire elles-mêmes. 
La  vánočka est riche en œufs et en beurre, ce qui la rend proche de la brioche. Le zeste du citron et le rhum ajoutent de la couleur et de la saveur ; la pâte peut également contenir des raisins secs et des amandes et est tressée comme du hallah. 
Une vánočka est dressée à partir de trois tresses de plus en plus petites et empilées les unes sur les autres ; cela est parfois interprété comme une sculpture brute de l'enfant Jésus enveloppé dans un linge et couché dans une mangeoire . 
Elle a la réputation d'être difficile à préparer et dans de nombreuses maisons, les traditions pour la cuisson sont liées à des superstitions ou à des coutumes particulières. Lors de la fabrication de la vánočka, on dit qu'il faut penser à tous ceux qui vous sont chers. Une autre coutume consiste à éviter de la toucher avec du métal. Enfin, la personne qui prépare la vánočka doit sautiller de bas en haut pendant que la pâte lève. 
Cette viennoiserie porte un nom venant de Vánoce, qui signifie Noël en tchèque (Vianoce en slovaque). 
À partir de la même pâte, on prépare à Pâques un pain appelé mazanec.

## Voir également
- Viennoiserie
- Vánočka, gâteau de noël tressé